# هنر شاعری
هنر شاعری نام یک کتاب ادبی است که توسط لئو تولستوی، نویسندهٔ اهل روسیه نوشته شده‌است.